# Lunatia levicula
Lunatia levicula is een slakkensoort uit de familie van de Naticidae. De wetenschappelijke naam van de soort is voor het eerst geldig gepubliceerd in 1880 door A.E. Verrill.